# Draba exunguiculata
Draba exunguiculata är en korsblommig växtart som först beskrevs av Otto Eugen Schulz, och fick sitt nu gällande namn av Charles Leo Hitchcock. Draba exunguiculata ingår i släktet drabor, och familjen korsblommiga växter. Inga underarter finns listade i Catalogue of Life.